# Acusicola pellonidis
Acusicola pellonidis is een eenoogkreeftjessoort uit de familie van de Ergasilidae. De wetenschappelijke naam van de soort is voor het eerst geldig gepubliceerd in 1983 door Thatcher & Boeger.